# Taumelkrankheit der Katze
Die Staggering disease (auf Deutsch in etwa „Taumelkrankheit“) ist eine durch das Rustrela-Virus (RusV) hervorgerufene Viruskrankheit bei Katzen, die durch eine Entzündung des Zentralnervensystems und seiner Hüllen (Meningoenzephalomyelitis) gekennzeichnet ist, schwere neurologische Störungen verursacht und häufig tödlich endet.

## Geschichte und Vorkommen
Die Erkrankung ist in der Region Mälardalen in Schweden bereits seit den 1970er Jahren bekannt. Anfang der 1990er Jahre wurde eine Häufung von Fällen in Österreich in der Region um Wien festgestellt. Darüber hinaus wurden vereinzelte Fälle auch aus anderen Teilen Europas beschrieben. Die Art der Gewebeveränderungen im Gehirn (nicht-eitrige Meningoenzephalomyelitis) ließ von Beginn an auf eine virale Ursache schließen, diese blieb jedoch für lange Zeit unbekannt. In den 1990er bis 2000er Jahren wurde zwischenzeitlich das Borna Disease Virus 1 (BoDV-1) als Ursache vermutet. Dies stellte sich jedoch als Irrtum heraus. Erst 2023 konnte in einer Studie an Gehirnmaterial von erkrankten Katzen aus Schweden, Deutschland und Österreich das Rustrela-Virus (RusV) als Erreger der Staggering disease identifiziert werden. Die vier in Deutschland nachgewiesenen RusV-Infektionen bei Katzen stammten aus Mecklenburg-Vorpommern, Berlin-Brandenburg sowie aus den Räumen Hannover und Leipzig.
Ein ähnliches Krankheitsbild wurde in der Vergangenheit unter dem Namen „Löwenenzephalitis“ bei Großkatzen, insbesondere Löwen, beschrieben. In einer weiteren Studie an archivierten Gehirnproben konnte das RusV nun in Löwen aus Tierparks in Nordrhein-Westfalen und Niedersachsen nachgewiesen werden. Die Tiere waren in den 1980er Jahren an einer nicht-eitrigen Meningoenzephalitis verstorben.
Als Erregerreservoir des Virus werden Gelbhals- und Waldmäuse vermutet, die selbst aber nicht erkranken.

## Klinik
Die Staggering disease zeigt sich in gestörter Bewegungskoordination (Ataxie) und Lähmungen insbesondere der Hintergliedmaßen, die zu dem namensgebenden steifen, taumelnden Gang führen. Zudem treten in vielen Fällen reduzierte Reflexe und eine Überempfindlichkeit vor allem im Bereich der Kruppe auf. Darüber hinaus treten Fieber und Verhaltensveränderungen auf. Die Symptomatik verschlechtert sich zunehmend, zumeist werden betroffene Tiere eingeschläfert.
Die Diagnose kann nur nach dem Tod durch eine Untersuchung des Gehirns mit Nachweis des Virus bestätigt werden. Eine Behandlung ist nicht möglich.